# Paraphotistus auronebulosus
Paraphotistus auronebulosus là một loài bọ cánh cứng trong họ Elateridae. Loài này được Reitter miêu tả khoa học năm 1896.